# LG L Bello
LG L Bello – smartfon firmy LG.

## Specyfikacja techniczna
LG L Bello został wyposażony w procesor o taktowaniu 1,3 GHz na rdzeń. Urządzenie posiada 1 GB RAM-u oraz 8 GB pamięci wewnętrznej, którą można rozszerzyć poprzez kartę pamięci (do 32 GB).

### Wyświetlacz
LG L Bello posiada ekran o przekątnej 5 cali i rozdzielczości 480 × 854 pikseli, co daje zagęszczenie 196 pikseli na jeden cal wyświetlacza.

### Aparat fotograficzny
Aparat znajdujący się w telefonie ma 8 Mpix, zaś przednia kamera ma rozdzielczość 1 Mpx.

### Akumulator
Akumulator litowo-jonowy ma pojemność 2540 mAh.

## Software
LG L Bello jest seryjnie wyposażony w system Android 4.4.2 KitKat.